# Domenico Tripodo
Domenico Tripodo, o anche Mico Tripodo (Reggio Calabria, 1º gennaio 1923 – Napoli, 26 agosto 1976), è stato un mafioso italiano.

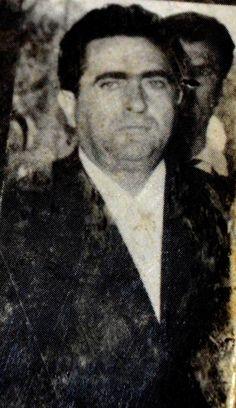
profile picture

Capobastone della 'Ndrangheta calabrese e capo dell'omonima cosca, controllava Reggio Calabria e le zone circostanti negli anni cinquanta e sessanta.

## Biografia
Nasce a S. Giovanni di Sambatello, quartiere di Reggio Calabria e insieme a Girolamo Piromalli, detto don Mommo, e ad Antonio Macrì era ai tempi tra i più potenti capibastone dell'organizzazione. Salì al potere soppiantando il precedente boss Domenico Strati nel 1959 dopo 2 anni di lotta. Da allora nacque la spartizione delle zone di influenza con i sopracitati due capibastone. Negli anni Settanta molti boss del reggino vogliono trarre profitto dal traffico di droga e dai sequestri di persona, attività nuove per la mafia calabrese, a cui si oppone insieme a Antonio Macrì. In quel periodo nasce anche la Santa, un'organizzazione interna alla 'Ndrangheta di cui potevano far parte solo i capi più importanti delle 'ndrine, e che potevano conferire con autorità esterne, quali forze dell'ordine e magistrati.
Scoppiò tra il 1974 e il 1977 così la Prima guerra di 'ndrangheta: a Reggio Calabria Tripodo si scontrò con i suoi sottoposti, i fratelli De Stefano. Questi raggiunsero il monopolio per le opere edili a nord di Reggio Calabria, estromettendo la 'ndrina dei Tripodo dagli appalti delle opere pubbliche, grazie anche al supporto dei Piromalli e dei Mammoliti. Rubarono inoltre anche una partita di tabacco di contrabbando appartenente al capobastone. Nel 1974 Tripodo reagì uccidendo Giovanni De Stefano. Anche i De Stefano rispondono freddando don Antonio Macrì il 20 gennaio 1975 e un mese dopo, il 21 febbraio, Tripodo venne arrestato e incarcerato nella prigione di Poggioreale a Napoli. Non vide la fine della guerra, poiché fu ucciso il 26 agosto 1976 nel carcere napoletano da 2 giovani sicari di Raffaele Cutolo su richiesta di Paolo De Stefano che lavorava ed era alleato di Cutolo nel narcotraffico. I De Stefano divennero la 'ndrina predominante a Reggio Calabria. Durante il periodo della sua lunga latitanza fu compare d'anello di Totò Riina nel matrimonio che si celebrò a Corleone nella primavera del 1974.
All'inizio degli anni settanta la Rai produce e manda in onda uno sceneggiato televisivo, Nessuno deve sapere, ispirato alla leggendaria primula rossa di San Giovanni di Sambatello. Su di lui c'è un fascicolo di oltre 1000 pagine in cui le sue attività furono definite, dal giudice Marino del tribunale di Locri, delle vere "Opere d'arte della malavita". Nel 1955 la malavita reggina viene coinvolta dall'operazione Marzano e don Mico viene inviato al confino ad Ustica per 5 anni.